# Nebelhorn Trophy de 2015
Nebelhorn Trophy de 2015 foi a quadragésima sétima edição do Nebelhorn Trophy, um evento anual de patinação artística no gelo organizado pela União Alemã de Patinação no Gelo (em alemão:  Deutsche Eislauf-Union), e que fez parte do Challenger Series de 2015–16. A competição foi disputada entre os dias 24 de setembro e 26 de setembro, na cidade de Oberstdorf, Alemanha.

## Eventos
- Individual masculino
- Individual feminino
- Duplas
- Dança no gelo

## Medalhistas
| Evento                        | Ouro                                        | Prata                                          | Bronze                                               |
| Individual masculino detalhes | Elladj Baldé · Canadá                       | Max Aaron · Estados Unidos                     | Konstantin Menshov · Rússia                          |
| Individual feminino detalhes  | Kaetlyn Osmond · Canadá                     | Alena Leonova · Rússia                         | Courtney Hicks · Estados Unidos                      |
| Duplas detalhes               | Tatiana Volosozhar · Maxim Trankov · Rússia | Alexa Scimeca · Chris Knierim · Estados Unidos | Vanessa James · Morgan Ciprès · França               |
| Dança no gelo detalhes        | Madison Chock · Evan Bates · Estados Unidos | Alexandra Paul · Mitchell Islam · Canadá       | Anastasia Cannuscio · Colin McManus · Estados Unidos |

## Resultados

### Individual masculino
| Pos.              | Nome               | Nacionalidade    | Pontos | PC         | PL          |
| ----------------- | ------------------ | ---------------- | ------ | ---------- | ----------- |
| Medalha de ouro   | Elladj Baldé       | Canadá           | 242.36 | 78.56 (2)  | 163.80 (1)  |
| Medalha de prata  | Max Aaron          | Estados Unidos   | 222.94 | 83.46 (1)  | 139.48 (3)  |
| Medalha de bronze | Konstantin Menshov | Rússia           | 218.14 | 70.30 (6)  | 147.84 (2)  |
| 4                 | Florent Amodio     | França           | 207.96 | 69.74 (7)  | 138.22 (4)  |
| 5                 | Peter Liebers      | Alemanha         | 204.41 | 73.33 (5)  | 131.08 (5)  |
| 6                 | Michal Březina     | República Tcheca | 203.61 | 74.12 (3)  | 129.49 (6)  |
| 7                 | Grant Hochstein    | Estados Unidos   | 194.88 | 69.60 (8)  | 125.28 (8)  |
| 8                 | Jorik Hendrickx    | Bélgica          | 193.72 | 73.88 (4)  | 119.84 (9)  |
| 9                 | Julian Zhi Jie Yee | Malásia          | 191.27 | 65.89 (9)  | 125.38 (7)  |
| 10                | Phillip Harris     | Reino Unido      | 172.62 | 65.76 (10) | 106.86 (12) |
| 11                | Franz Streubel     | Alemanha         | 172.12 | 58.77 (13) | 113.35 (10) |
| 12                | Valtter Virtanen   | Finlândia        | 168.88 | 60.37 (11) | 108.51 (11) |
| 13                | Marcus Björk       | Suécia           | 146.12 | 45.75 (16) | 100.37 (13) |
| 14                | Andrew Dodds       | Austrália        | 139.62 | 53.89 (14) | 85.73 (14)  |
| 15                | Conor Stakelum     | Irlanda          | 112.47 | 47.93 (15) | 64.54 (15)  |
| WD                | Alexander Bjelde   | Alemanha         | —      | 59.19 (12) | — (WD)      |

### Individual feminino
| Pos.              | Nome                | Nacionalidade    | Pontos | PC         | PL         |
| ----------------- | ------------------- | ---------------- | ------ | ---------- | ---------- |
| Medalha de ouro   | Kaetlyn Osmond      | Canadá           | 179.41 | 59.67 (1)  | 119.74 (1) |
| Medalha de prata  | Alena Leonova       | Rússia           | 165.61 | 56.41 (4)  | 109.20 (3) |
| Medalha de bronze | Courtney Hicks      | Estados Unidos   | 162.85 | 57.65 (3)  | 105.20 (4) |
| 4                 | Alaine Chartrand    | Canadá           | 161.35 | 58.73 (2)  | 102.62 (5) |
| 5                 | Mirai Nagasu        | Estados Unidos   | 159.67 | 48.09 (11) | 111.58 (2) |
| 6                 | Mariko Kihara       | Japão            | 155.65 | 54.72 (5)  | 100.93 (6) |
| 7                 | Brooklee Han        | Austrália        | 151.90 | 51.92 (6)  | 99.98 (7)  |
| 8                 | Kailani Craine      | Austrália        | 144.58 | 50.42 (8)  | 94.16 (8)  |
| 9                 | Nathalie Weinzierl  | Alemanha         | 138.65 | 48.22 (10) | 90.43 (9)  |
| 10                | Juulia Turkkila     | Finlândia        | 138.53 | 51.13 (7)  | 87.40 (10) |
| 11                | Karoliina Luhtonen  | Finlândia        | 125.00 | 48.59 (9)  | 76.41 (13) |
| 12                | Tanja Odermatt      | Suíça            | 121.77 | 45.20 (12) | 76.57 (12) |
| 13                | Elizaveta Ukolova   | República Tcheca | 113.15 | 30.21 (16) | 82.94 (11) |
| 14                | Lea Johanna Dastich | Alemanha         | 108.04 | 43.80 (13) | 64.24 (14) |
| 15                | Niki Wories         | Países Baixos    | 103.60 | 41.07 (14) | 62.53 (16) |
| 16                | Matilde Gianocca    | Suíça            | 99.43  | 35.87 (15) | 63.56 (15) |

### Duplas
| Pos.              | Nome                                  | Nacionalidade  | Pontos | PC        | PL         |
| ----------------- | ------------------------------------- | -------------- | ------ | --------- | ---------- |
| Medalha de ouro   | Tatiana Volosozhar / Maxim Trankov    | Rússia         | 202.79 | 64.87 (1) | 137.92 (1) |
| Medalha de prata  | Alexa Scimeca / Chris Knierim         | Estados Unidos | 179.56 | 58.00 (4) | 121.56 (2) |
| Medalha de bronze | Vanessa James / Morgan Ciprès         | França         | 172.18 | 58.34 (3) | 113.84 (3) |
| 4                 | Mari Vartmann / Ruben Blommaert       | Alemanha       | 166.50 | 61.10 (2) | 105.40 (4) |
| 5                 | Julianne Séguin / Charlie Bilodeau    | Canadá         | 150.32 | 57.81 (5) | 92.51 (5)  |
| 6                 | Minerva Fabienne Hase / Nolan Seegert | Alemanha       | 130.06 | 50.29 (6) | 79.77 (6)  |
| 7                 | Paris Stephens / Matthew Dodds        | Austrália      | 86.48  | 27.28 (8) | 59.20 (7)  |
| WD                | Amani Fancy / Christopher Boyadji     | Reino Unido    | —      | 48.75 (7) | — (WD)     |

### Dança no gelo
| Pos.              | Nome                                  | Nacionalidade  | Pontos | DC         | DL         |
| ----------------- | ------------------------------------- | -------------- | ------ | ---------- | ---------- |
| Medalha de ouro   | Madison Chock / Evan Bates            | Estados Unidos | 169.50 | 67.74 (1)  | 101.76 (1) |
| Medalha de prata  | Alexandra Paul / Mitchell Islam       | Canadá         | 148.12 | 60.52 (2)  | 87.60 (2)  |
| Medalha de bronze | Anastasia Cannuscio / Colin Mcmanus   | Estados Unidos | 137.38 | 54.34 (4)  | 83.04 (4)  |
| 4                 | Kavita Lorenz / Panagiotis Polizoakis | Alemanha       | 136.02 | 51.34 (8)  | 84.68 (3)  |
| 5                 | Lauren Collins / Shane Firus          | Canadá         | 132.42 | 52.66 (7)  | 79.76 (5)  |
| 6                 | Alisa Agafonova / Alper Uçar          | Turquia        | 132.38 | 55.26 (3)  | 77.12 (6)  |
| 7                 | Natalia Kaliszek / Maksim Spodirev    | Polônia        | 131.06 | 54.28 (5)  | 76.78 (7)  |
| 8                 | Lorenza Alessandrini / Pierre Souquet | França         | 124.84 | 53.42 (6)  | 71.42 (9)  |
| 9                 | Jennifer Urban / Sevan Lerche         | Alemanha       | 116.60 | 42.38 (10) | 74.22 (8)  |
| 10                | Katharina Müller / Tim Dieck          | Alemanha       | 110.68 | 45.68 (9)  | 65.00 (10) |
| 11                | Katarina Paice / Yuri Eremenko        | Suíça          | 92.32  | 35.96 (11) | 56.36 (11) |

## Quadro de medalhas
| Ordem | País           | Medalha de ouro | Medalha de prata | Medalha de bronze |    | Ordem por total |
| ----- | -------------- | --------------- | ---------------- | ----------------- | -- | --------------- |
| 1     | Canadá         | 2               | 1                |                   | 3  | 2               |
| 2     | Estados Unidos | 1               | 2                | 2                 | 5  | 1               |
| 3     | Rússia         | 1               | 1                | 1                 | 3  | 2               |
| 4     | França         |                 |                  | 1                 | 1  | 4               |
| TOTAL | TOTAL          | 4               | 4                | 4                 | 12 | —               |